# Vicente Enrique y Tarancón

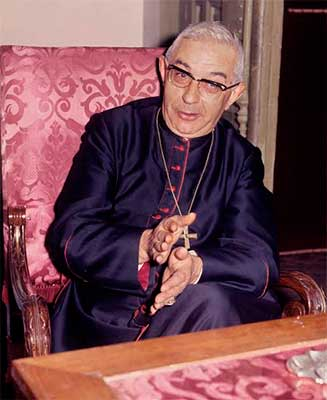
Vicente Kardinal Enrique y Tarancón

Kardinalswappen

Vicente Kardinal Enrique y Tarancón (* 14. Mai 1907 in Burriana, Spanien; † 28. November 1994 in Valencia) war Erzbischof von Toledo und Madrid. Von 1971 bis 1981 war er Präsident der Spanischen Bischofskonferenz.

## Leben

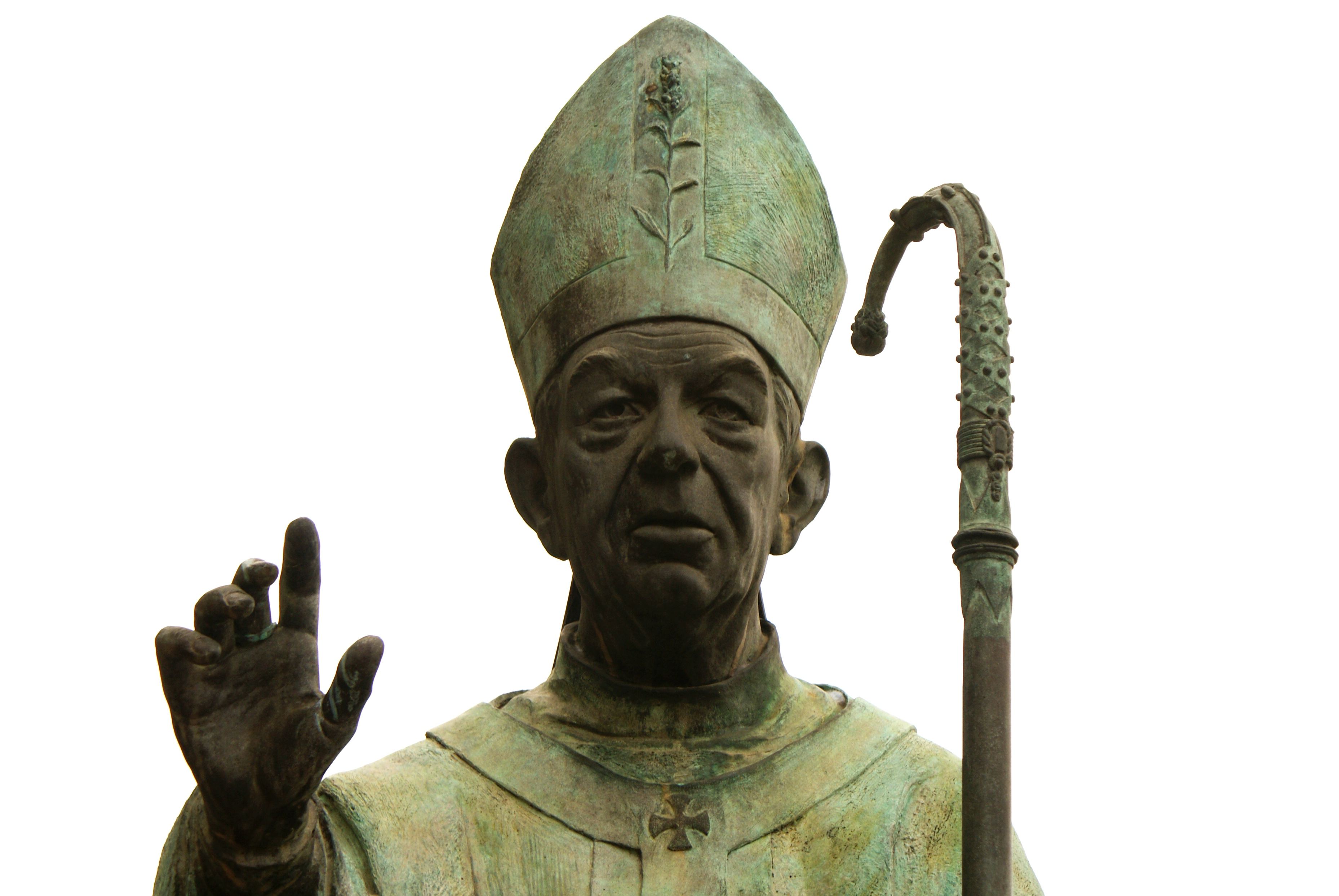
Oberer Teil einer Ganzkörperskulptur von Kardinal Enrique y Tarancón in Villarreal

Enrique empfing nach philosophischen und theologischen Studienjahren in Tortosa und Valencia am 1. November 1929 das Sakrament der Priesterweihe. In den Jahren 1929 bis 1933 sowie 1938 bis 1946 arbeitete er als Gemeindeseelsorger im Bistum Tortosa. Zwischen 1933 und 1938 wirkte er als Seelsorger für die Katholische Aktion im Erzbistum Madrid.
Am 25. November 1945 ernannte ihn Papst Pius XII. zum Bischof von Solsona. Die Bischofsweihe spendete ihm am 24. März 1946 der Bischof von Tortosa, Manuel Moll y Salord; Mitkonsekratoren waren der Weihbischof und spätere Erzbischof von Madrid, Casimiro Morcillo González, und Weihbischof Juan Hervás y Benet aus Valencia.
Enrique nahm in den Jahren 1962 bis 1965 am Zweiten Vatikanischen Konzil teil. Am 12. April 1964 ernannte ihn Papst Paul VI. zum Erzbischof von Oviedo, am 30. Januar 1969 zum Erzbischof von Toledo. Im Konsistorium am 28. April desselben Jahres nahm er ihn als Kardinalpriester mit der Titelkirche San Giovanni Crisostomo in das Kardinalskollegium auf. Am 3. Dezember 1971 wurde Kardinal Enrique dann Erzbischof von Madrid. 1978 nahm er als wahlberechtigter Kardinal am August-Konklave, das Johannes Paul I. wählte, sowie zwei Monate später am Oktober-Konklave, das Johannes Paul II. wählte, teil. Er war von 1971 bis 1981 Vorsitzender der Spanischen Bischofskonferenz, zuvor ab 1969 deren Vizepräsident. Vicente Enrique y Tarancón galt als Gegner des spanischen Diktators Francisco Franco. Als dieser 1975 den Bischof von Bilbao Antonio Añoveros Ataún verhaften ließ, drohte Kardinal Enrique ihm mit Exkommunikation. Nach Francos Tod im selben Jahr zelebrierte er am 27. November 1975 die Krönungsmesse für den neuen spanischen König Juan Carlos I.
Johannes Paul II. nahm am 12. April 1983 sein altersbedingtes Rücktrittsgesuch an. Seine letzten Lebensjahre verbrachte er in Villarreal. Am 4. Oktober 1994 erhielt er die Ehrendoktorwürde durch die Polytechnische Universität Valencia. Kardinal Enrique y Tarancón, als Kettenraucher bekannt, starb kurz darauf am 28. November 1994 an Lungenkrebs und wurde in Madrid bestattet.